# Airport (MBTA-Station)
Airport Station ist eine U-Bahn-Station der Massachusetts Bay Transportation Authority (MBTA) im Bostoner Stadtteil East Boston im Bundesstaat Massachusetts der Vereinigten Staaten. Sie bietet am Logan International Airport Zugang zur Linie Blue Line.

## Geschichte
Die Station wurde erstmals am 5. Januar 1952 eröffnet und zu Beginn des 21. Jahrhunderts für 23 Millionen US-Dollar 500 ft (152,4 m) östlich des ursprünglichen Gebäudes neu errichtet.

## Bahnanlagen

### Gleis-, Signal- und Sicherungsanlagen
Der U-Bahnhof verfügt über insgesamt zwei Gleise, die über zwei Seitenbahnsteige zugänglich sind. An der Station Airport wechseln die Fahrzeuge der Blue Line von der Stromversorgung über die Oberleitung zur Stromschiene und umgekehrt.

### Gebäude
Der U-Bahnhof befindet sich in unmittelbarer Nähe des Flughafens an der Porter Street und ist vollständig barrierefrei zugänglich, wobei die Station alle Anforderungen des Americans with Disabilities Act erfüllt.

## Umfeld
An der Station besteht eine Anbindung an mehrere Shuttlebusse der MBTA, die den Flughafen unter anderem mit den Fähren der Massport sowie die Station mit den Terminals verbinden, wo auch Anschluss an die Silver Line besteht.